# 中水野駅
中水野駅（なかみずのえき）は、愛知県瀬戸市内田町二丁目にある愛知環状鉄道・愛知環状鉄道線の駅である。駅番号は22。
瀬戸市の北西部にあたる水野連区にある駅である。愛知環状鉄道線の開業にあわせて、1988年（昭和63年）に開業した。

## 歴史
- 1988年（昭和63年）1月31日：愛知環状鉄道の駅として、新豊田駅 - 高蔵寺駅間の開通にあわせて開業[2][3]。ホームは相対式・2面2線で無人駅[4]。
- 1990年（平成2年）度：上りホームを2両分から4両分に延長[5]。
- 1998年（平成10年）4月1日：有人駅化[4]。
- 2004年（平成16年）10月3日：瀬戸市駅 - 高蔵寺駅間複線化[6]。
- 2019年（平成31年）3月2日：ICカード「TOICA」の利用が可能となる[7]。

## 駅構造
高架駅であり、2面2線の相対式ホームを持つ。愛知環状鉄道線には単線区間・複線区間がどちらも存在するが、当駅を挟む瀬戸市駅から高蔵寺駅までは2004年（平成16年）に複線化が完了している。
上下線ではホームの有効長が異なり、西側にある高蔵寺方面のホームは10両編成の列車に対応するが、東側にある岡崎方面のホームは4両分までしか客扱いができない。このため、平日に中央本線から直通してくる瀬戸口行きの列車（8両編成）はホームに停車しない車両のドアカットを行う。
駅の改札口や出入口は、高架上のホームの下にある。有人駅であるが窓口は日中（平日 6：50～20：50、土休日 6：50～11：30/14：50～19：30）の営業であり、その他の時間帯は駅員が不在となる。駅員配置時間帯に限り自動券売機が利用できる。

### のりば
| 番線 | 路線            | 方向 | 行先                         | ホーム長 |
| ---- | --------------- | ---- | ---------------------------- | -------- |
| 1    | ■愛知環状鉄道線 | 上り | 岡崎方面                     | 4両      |
| 2    | ■愛知環状鉄道線 | 下り | 高蔵寺・中央線経由名古屋方面 | 10両     |

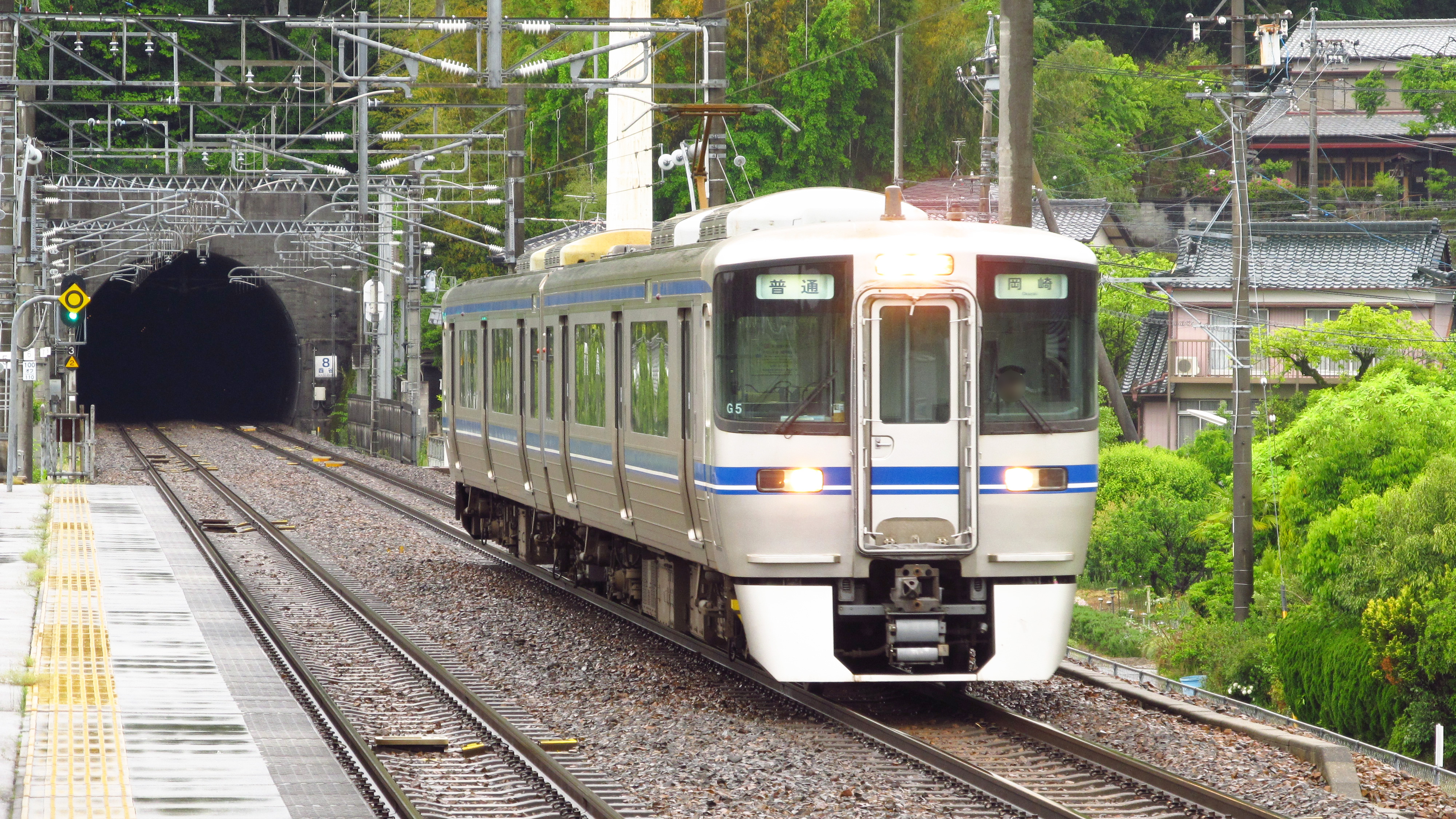
ホームに進入する電車
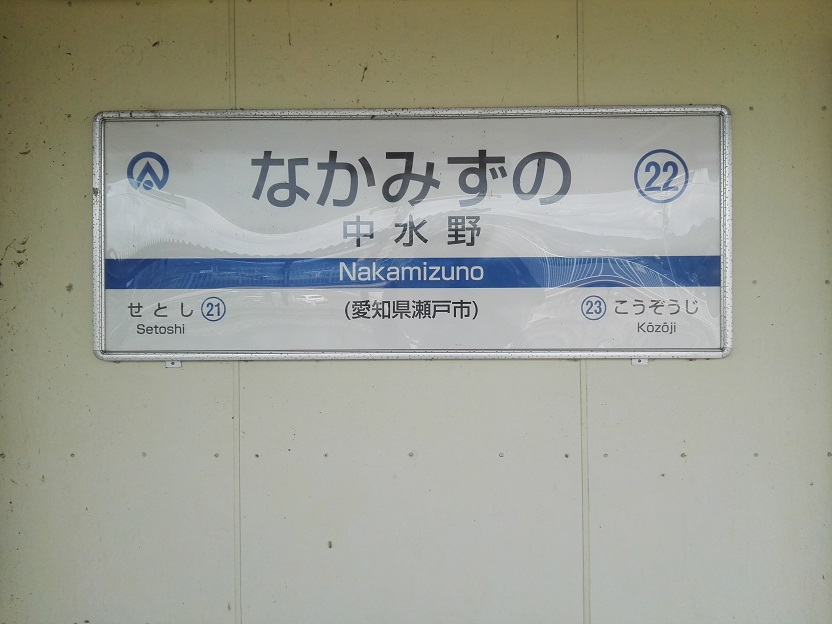
駅名標
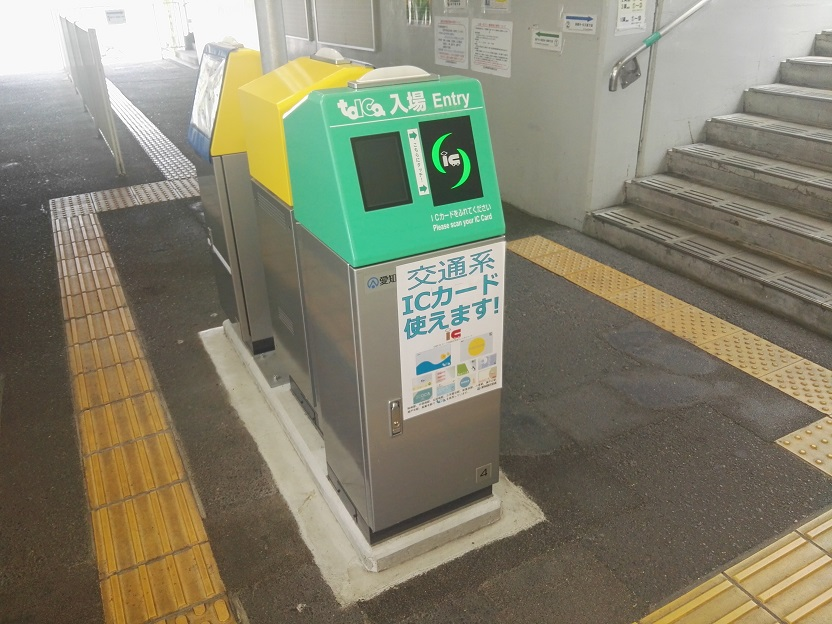
簡易TOICA改札機

## 利用状況
瀬戸市の統計によると、当駅の一日平均乗車人員は、以下の通り推移している。
- 2002年度　876人
- 2003年度　881人
- 2004年度　973人
- 2005年度　1,201人（愛知万博開催年）
- 2006年度　1,128人
- 2007年度　1,193人
- 2008年度　1,259人
- 2009年度　1,292人
- 2010年度　1,360人

## 駅周辺
駅の周囲には住宅は少なく、田が広がっている。駅のすぐ北側は丘であり、愛知環状鉄道線はトンネルで通り抜けている。駅の南方も同様に丘陵地帯で愛知環状鉄道線のトンネルがあるが、こちらはみずの坂やゆりの台、ふじの台といった住宅地として開発されている。
- 瀬戸市役所水野支所
- 瀬戸市立水野小学校
- 瀬戸市立西陵小学校
- 瀬戸市立水野中学校
- 愛知県立瀬戸北総合高等学校
- NHK瀬戸水野テレビ中継局
- 三社大明神社
- 小金山感応寺
- 小金観音堂
- 薬王山東光寺
- 瀬戸市下水道資料館
- 定光寺街道（殿様街道）
- ホームプラザナフコ 瀬戸みずの店

## バス路線
駅前にはロータリーや駐車場が整備されている。ロータリー内には中水野駅バス停があり、名鉄バスと瀬戸市コミュニティバスが発着する。

## 隣の駅
愛知環状鉄道
■愛知環状鉄道線
瀬戸市駅 (21) - 中水野駅 (22) - 高蔵寺駅 (23)